# Saint-Léger (Luxemburg)
Saint-Léger (onofficieel: Saint-Léger-en-Gaume) (Gaumais: Sint-Ldjir) is een plaats en gemeente in de Belgische provincie Luxemburg. De gemeente telt ruim 3000 inwoners.

## Kernen

### Deelgemeenten
| # | Naam         | Opp. (km²) | Inwoners (2020) | Inwoners per km² | NIS-code |
| - | ------------ | ---------- | --------------- | ---------------- | -------- |
| 1 | Saint-Léger  | 20,35      | 2.018           | 99               | 85034A   |
| 2 | Châtillon    | 8,65       | 908             | 105              | 85034B   |
| 3 | Meix-le-Tige | 7,25       | 730             | 101              | 85034C   |

## Aangrenzende gemeentes
| Aangrenzende gemeenten | Aangrenzende gemeenten | Aangrenzende gemeenten | Aangrenzende gemeenten | Aangrenzende gemeenten |
| ---------------------- | ---------------------- | ---------------------- | ---------------------- | ---------------------- |
|                        |                        | Étalle                 |                        | Aarlen                 |
|                        |                        |                        |                        |                        |
| Virton                 | Messancy               |                        |                        |                        |
|                        |                        |                        |                        |                        |
|                        |                        | Musson                 |                        | Aubange                |

## Demografische evolutie

### Demografische evolutie voor de fusie
- Bronnen:NIS, Opm:1831 tot en met 1970=volkstellingen

### Demografische evolutie van de fusiegemeente
Alle historische gegevens hebben betrekking op de huidige gemeente, inclusief deelgemeenten, zoals ontstaan na de fusie van 1 januari 1977.
- Bronnen:NIS, Opm:1831 tot en met 1981=volkstellingen; 1990 en later= inwonertal op 1 januari

| Inwoners van jaar tot jaar op 1 januari 1992 tot heden | Inwoners van jaar tot jaar op 1 januari 1992 tot heden | Inwoners van jaar tot jaar op 1 januari 1992 tot heden |
| jaar                                                   | Aantal                                                 | Evolutie: 1992=index 100                               |
| ------------------------------------------------------ | ------------------------------------------------------ | ------------------------------------------------------ |
| 1992                                                   | 3.051                                                  | 100,0                                                  |
| 1993                                                   | 3.062                                                  | 100,4                                                  |
| 1994                                                   | 3.099                                                  | 101,6                                                  |
| 1995                                                   | 3.099                                                  | 101,6                                                  |
| 1996                                                   | 3.098                                                  | 101,5                                                  |
| 1997                                                   | 3.119                                                  | 102,2                                                  |
| 1998                                                   | 3.156                                                  | 103,4                                                  |
| 1999                                                   | 3.169                                                  | 103,9                                                  |
| 2000                                                   | 3.192                                                  | 104,6                                                  |
| 2001                                                   | 3.202                                                  | 104,9                                                  |
| 2002                                                   | 3.190                                                  | 104,6                                                  |
| 2003                                                   | 3.157                                                  | 103,5                                                  |
| 2004                                                   | 3.200                                                  | 104,9                                                  |
| 2005                                                   | 3.161                                                  | 103,6                                                  |
| 2006                                                   | 3.182                                                  | 104,3                                                  |
| 2007                                                   | 3.225                                                  | 105,7                                                  |
| 2008                                                   | 3.199                                                  | 104,9                                                  |
| 2009                                                   | 3.233                                                  | 106,0                                                  |
| 2010                                                   | 3.302                                                  | 108,2                                                  |
| 2011                                                   | 3.290                                                  | 107,8                                                  |
| 2012                                                   | 3.361                                                  | 110,2                                                  |
| 2013                                                   | 3.385                                                  | 110,9                                                  |
| 2014                                                   | 3.475                                                  | 113,9                                                  |
| 2015                                                   | 3.525                                                  | 115,5                                                  |
| 2016                                                   | 3.532                                                  | 115,8                                                  |
| 2017                                                   | 3.565                                                  | 116,8                                                  |
| 2018                                                   | 3.592                                                  | 117,7                                                  |
| 2019                                                   | 3.608                                                  | 118,3                                                  |
| 2020                                                   | 3.656                                                  | 119,8                                                  |
| 2021                                                   | 3.691                                                  | 121,0                                                  |
| 2022                                                   | 3.735                                                  | 122,4                                                  |
| 2023                                                   | 3.742                                                  | 122,6                                                  |
| 2024                                                   | 3.716                                                  | 121,8                                                  |
| 2025                                                   | 3.809                                                  | 124,8                                                  |

## Politiek

### Resultaten gemeenteraadsverkiezingen sinds 1976
| Partij                                                       | 10-10-1976 | 10-10-1976 | 10-10-1982 | 10-10-1982 | 9-10-1988 | 9-10-1988 | 9-10-1994 | 9-10-1994 | 8-10-2000 | 8-10-2000 | 8-10-2006 | 8-10-2006 | 14-10-2012 | 14-10-2012 | 14-10-2018 | 14-10-2018 | 13-10-2024 | 13-10-2024 |
| Stemmen / Zetels                                             | %          | 11         | %          | 11         | %         | 11        | %         | 11        | %         | 13        | %         | 13        | %          | 13         | %          | 13         | %          | 13         |
| ------------------------------------------------------------ | ---------- | ---------- | ---------- | ---------- | --------- | --------- | --------- | --------- | --------- | --------- | --------- | --------- | ---------- | ---------- | ---------- | ---------- | ---------- | ---------- |
| PSC1 / Gestion Administration2 / ORIZON3 / ACTION4 / Ecoute5 | 61,521     | 7          | 57,671     | 7          | 59,142    | 7         | 44,143    | 5         | 42,294    | 6         | 28,864    | 3         | 32,795     | 4          | 33,615     | 4          | 40,835     | 6          |
| EP                                                           | 38,48      | 4          | -          |            | -         |           | -         |           | -         |           | -         |           | -          |            | -          |            | -          |            |
| FP                                                           | -          |            | 22,06      | 2          | -         |           | -         |           | -         |           | -         |           | -          |            | -          |            | -          |            |
| IC                                                           | -          |            | 20,28      | 2          | -         |           | -         |           | -         |           | -         |           | -          |            | -          |            | -          |            |
| Avançons                                                     | -          |            | -          |            | -         |           | -         |           | -         |           | -         |           | -          |            | -          |            | 26,02      | 3          |
| GP1 / AVENIR2 / MAYEURA                                      | -          |            | -          |            | 40,861    | 4         | 37,941    | 5         | 38,61     | 5         | 71,14A    | 10        | 67,21A     | 9          | 66,39A     | 9          | 33,15A     | 4          |
| ESC1 / MAYEURA                                               | -          |            | -          |            | -         |           | 17,921    | 1         | 19,111    | 2         | 71,14A    | 10        | 67,21A     | 9          | 66,39A     | 9          | 33,15A     | 4          |
| Totaal stemmen                                               | 1717       | 1717       | 1845       | 1845       | 1937      | 1937      | 2080      | 2080      | 2213      | 2213      | 2271      | 2271      | 2328       | 2328       | 2464       | 2464       | 2552       | 2552       |
| Opkomst %                                                    |            |            |            |            | 97,34     | 97,34     | 96,61     | 96,61     | 95,72     | 95,72     | 97,34     | 97,34     | 94,21      | 94,21      | 94,88      | 94,88      | 94,17      | 94,17      |
| Blanco en ongeldig %                                         | 4,19       | 4,19       | 5,64       | 5,64       | 3,98      | 3,98      | 6,11      | 6,11      | 7,05      | 7,05      | 6,16      | 6,16      | 4,38       | 4,38       | 5,80       | 5,80       | 7,09       | 7,09       |